# Pozďatín
Pozďatín é uma comuna checa localizada na região de Vysočina, distrito de Třebíč.